# فيكان
فيكان هي قرية في مديرية فيكان، بولاية فهغ في ماليزيا. وهي أيضًا المدينة الملكية للدولة. فيكان هو أيضًا اسم المديرية التي تقع فيها المدينة، وهي دائرة انتخابية برلمانية أيضًا. وهي موطن العائلة الملكية للسلطان عبد الله أحمد المصطفى بالله شاه بن السلطان الحاج أحمد شاه المستعين بالله. وهي أيضًا مسقط رأس رئيس وزراء ماليزيا الثاني عبد الرزاق حسين، ونجله رئيس الوزراء السابق نجيب عبد الرزاق. نجيب هو أيضا عضو فيكان الحالي في البرلمان.
بها مسجد عبد الله، وهو معلم بارز في فيكان يعود تاريخه إلى عشرينيات القرن الماضي، وبها أيضًا مسجد أبو بكر الملكي بالقرب من متحف السلطان أبو بكر.
يُعتقد أن فيكان كانت موجودة منذ عصر مملكة فهغ القديمة. وذكر العديد من الكتاب العرب والصينيين البلدة.

## المناخ
| البيانات المناخية لـفيكان         | البيانات المناخية لـفيكان | البيانات المناخية لـفيكان | البيانات المناخية لـفيكان | البيانات المناخية لـفيكان | البيانات المناخية لـفيكان | البيانات المناخية لـفيكان | البيانات المناخية لـفيكان | البيانات المناخية لـفيكان | البيانات المناخية لـفيكان | البيانات المناخية لـفيكان | البيانات المناخية لـفيكان | البيانات المناخية لـفيكان | البيانات المناخية لـفيكان |
| الشهر                             | يناير                     | فبراير                    | مارس                      | أبريل                     | مايو                      | يونيو                     | يوليو                     | أغسطس                     | سبتمبر                    | أكتوبر                    | نوفمبر                    | ديسمبر                    | المعدل السنوي             |
| --------------------------------- | ------------------------- | ------------------------- | ------------------------- | ------------------------- | ------------------------- | ------------------------- | ------------------------- | ------------------------- | ------------------------- | ------------------------- | ------------------------- | ------------------------- | ------------------------- |
| متوسط درجة الحرارة الكبرى °م (°ف) | 29.2 (84.6)               | 30.2 (86.4)               | 31.2 (88.2)               | 32.0 (89.6)               | 32.2 (90.0)               | 31.9 (89.4)               | 31.7 (89.1)               | 31.8 (89.2)               | 31.6 (88.9)               | 31.3 (88.3)               | 30.1 (86.2)               | 29.3 (84.7)               | 31.0 (87.9)               |
| المتوسط اليومي °م (°ف)            | 25.7 (78.3)               | 26.1 (79.0)               | 26.7 (80.1)               | 27.2 (81.0)               | 27.4 (81.3)               | 27.2 (81.0)               | 26.9 (80.4)               | 27.1 (80.8)               | 26.9 (80.4)               | 26.8 (80.2)               | 26.2 (79.2)               | 26.0 (78.8)               | 26.7 (80.0)               |
| متوسط درجة الحرارة الصغرى °م (°ف) | 22.2 (72.0)               | 22.1 (71.8)               | 22.2 (72.0)               | 22.5 (72.5)               | 22.7 (72.9)               | 22.6 (72.7)               | 22.2 (72.0)               | 22.4 (72.3)               | 22.2 (72.0)               | 22.3 (72.1)               | 22.4 (72.3)               | 22.7 (72.9)               | 22.4 (72.3)               |
| الهطول مم (إنش)                   | 374 (14.7)                | 211 (8.3)                 | 216 (8.5)                 | 192 (7.6)                 | 162 (6.4)                 | 116 (4.6)                 | 125 (4.9)                 | 124 (4.9)                 | 162 (6.4)                 | 254 (10.0)                | 364 (14.3)                | 654 (25.7)                | 2٬954 (116.3)             |
| المصدر: Climate-Data.org          |                           |                           |                           |                           |                           |                           |                           |                           |                           |                           |                           |                           |                           |

## وصلات خارجية
- موقع فيكان نسخة محفوظة 25 سبتمبر 2009 على موقع واي باك مشين.
- موقع مجلس مقاطعة فيكان نسخة محفوظة 18 مايو 2008 على موقع واي باك مشين.
- موقع ويب فيكان لاند آند ديستريكت أوفيس نسخة محفوظة 24 مارس 2023 على موقع واي باك مشين.
- VirtualTourist.com نسخة محفوظة 30 سبتمبر 2007 على موقع واي باك مشين.